# Mitglieder der Lübecker Bürgerschaft 1926

Portal:Lübeck/Projekt Bürgerschaft 1848-1937

Liste der Mitglieder der Lübecker Bürgerschaft im letzten Jahr der dritten Wahlperiode (1924–1926).
- Joachim von Arnim, Kaufmann
- Paul Bartsch, Tischler
- Heinrich Bauer, d. Phil. Dr., Schriftsteller
- Hermann Böcken, Monteur
- Wilhelm Boll, Angestellter
- Hermann Brehmer, Rechtsanwalt und Notar
- Egon Breinig, Professor, Studienrat
- Wilhelm Bruns, Schneider
- Karl Dietrich, Oberpostsekretär
- Heinrich Eckholdt, Kaufmann
- Gustav Ehlers, Angestellter
- Hans Ehrich, Apothekenbesitzer
- Wilhelm Eschenburg, Kaufmann
- Hans Ewers, Rechtsanwalt, DVP
- Max Fickeler, Kaufmann
- Georg Fink, d. Phil. Dr., Archivrat im Archiv der Hansestadt Lübeck
- Ernst Frost, Postbeamter
- Henny Fresemann, Angestellte
- Christian Gäde, Kaufmann
- Paul Geister, d. R. u. d. Phil. Dr., Rechtsanwalt und Notar
- Heinrich Görtz, d. R. Dr., Rechtsanwalt und Notar
- Georg Grabner, Beschauamtsassistent
- Lina Grewe, Hausfrau
- Johannes Harms, Arbeiter in Schlutup
- Detlef Hartz, Tischler
- Oskar Haun, d. R. Dr., Rechtsanwalt und Notar
- August Haut, Handelskontrolleur, SPD
- Johannes Hefti, Kaufmann
- Max Heinrich, Verwaltungsobersekretär
- Johanna Hempel, Ehefrau
- Friedrich Henk, Hofbesitzer in Bültwisch
- Ernst Heuer, Lehrer in Moorgarten
- Walter Kasbohm, Schlosser
- Rudolf Keibel, d. Phil. Dr., Syndikus der Handelskammer, HVB
- Erich Klann, Gewerkschaftsangestellter, KPD
- Adolf Kleinfeldt, Gewerkschaftsbeamter
- Emil Knapp, Former
- Marie Koltze, Lehrerin
- Martin Krakow, Arbeiter
- Christian Kühl, Pastor i. R.
- Julius Leber, d. St. Dr., Schriftsteller, SPD
- Walter Lewe, Gewerkschaftssekretär
- Adolf Löwigt, Gewerkschaftsbeamter, SPD
- Josef Maintz, Gewerkschaftsbeamter
- Helene Mengels, Hausfrau
- Karl Menges, Kaufmann
- Johannes Merretig, Gewerkschaftsbeamter
- Karl Möller, Hafenarbeiter
- Heinrich Mundt, Mechaniker
- Emma Nehlsen, Hausfrau
- Moritz Neumark, d. Phil. Dr., Generaldirektor, Herrenwyk, HVB
- Egon Nickel, Schlosser, KPD
- Otto Passarge, Maurer, SPD
- Alois Pederzani, Hotelbesitzer
- Wilhelm Pieth, d. Phil. Dr., Stadtbibliotheksdirektor, SPD
- Heinrich Puls, Bäcker
- Georg Reisberger, Kassenangestellter
- Albert Reppenhagen, Lagerhalter, Moisling
- Magda Richelsen, Lehrerin
- Adolf Roschke, Hausmeister
- Rudolf Rosengart, Arbeiter in Schlutup
- Heinrich Rosenquist, Tischlermeister
- Karl Ross, Schlosser, KPD
- Max Schetelig, Gärtnereibesitzer
- Karl Schlanert, Schiffszimmerer, KPD
- Max Schlosser, Malermeister
- Heinz Schlösser, Geschäftsführer
- Heinrich Schmidt, Arbeiter
- Karl Siering, d. A. G. Dr., Arzt
- Hermann Stolterfoht, Kaufmann
- Christian Thies, Ökonom
- Hermann Vorkamp, Kaufmann
- Hermann Wandke, Maurermeister
- Ernst Westphal, Stellmachermeister in Travemünde
- Alfred Weiss, Parteisekretär
- Albin Windisch, Händler
- Ernst Wittern, d. R. Dr., Rechtsanwalt und Notar, DVFP
- Hermann Wolfradt, Parteisekretär, SPD
- Arnold Zander, Mittelschullehrer
- Kurt Ziesenitz, Pastor in Kücknitz